# Tournoi de Wijk aan Zee

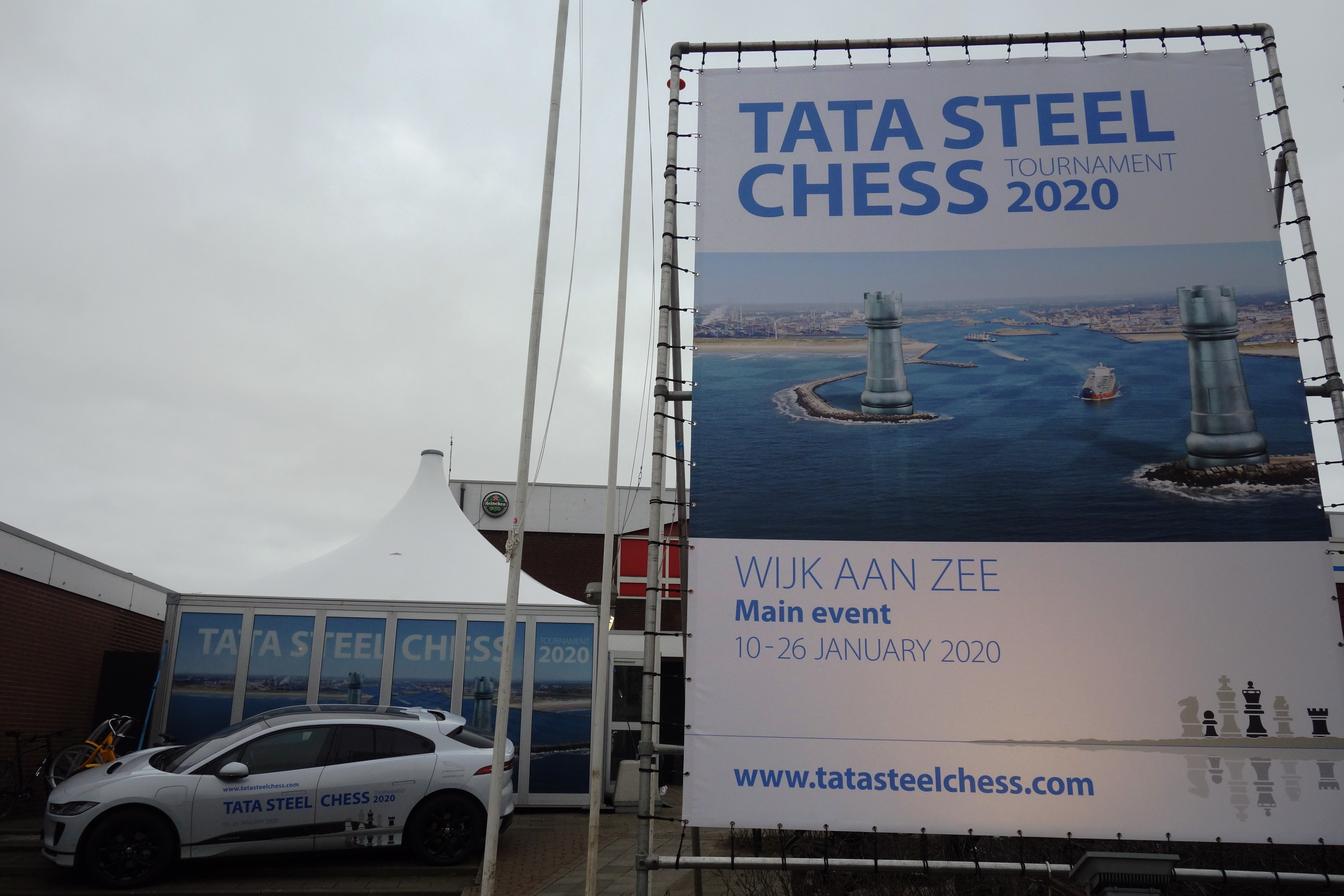
Affiche présentant le tournoi Tata Steel 2020.

Le tournoi de Wijk aan Zee ou tournoi Tata Steel (depuis 2011), est un tournoi d'échecs créé en 1938, qui se déroule dans la station balnéaire de Wijk aan Zee aux Pays-Bas. Ce tournoi a lieu tous les ans, habituellement en janvier.

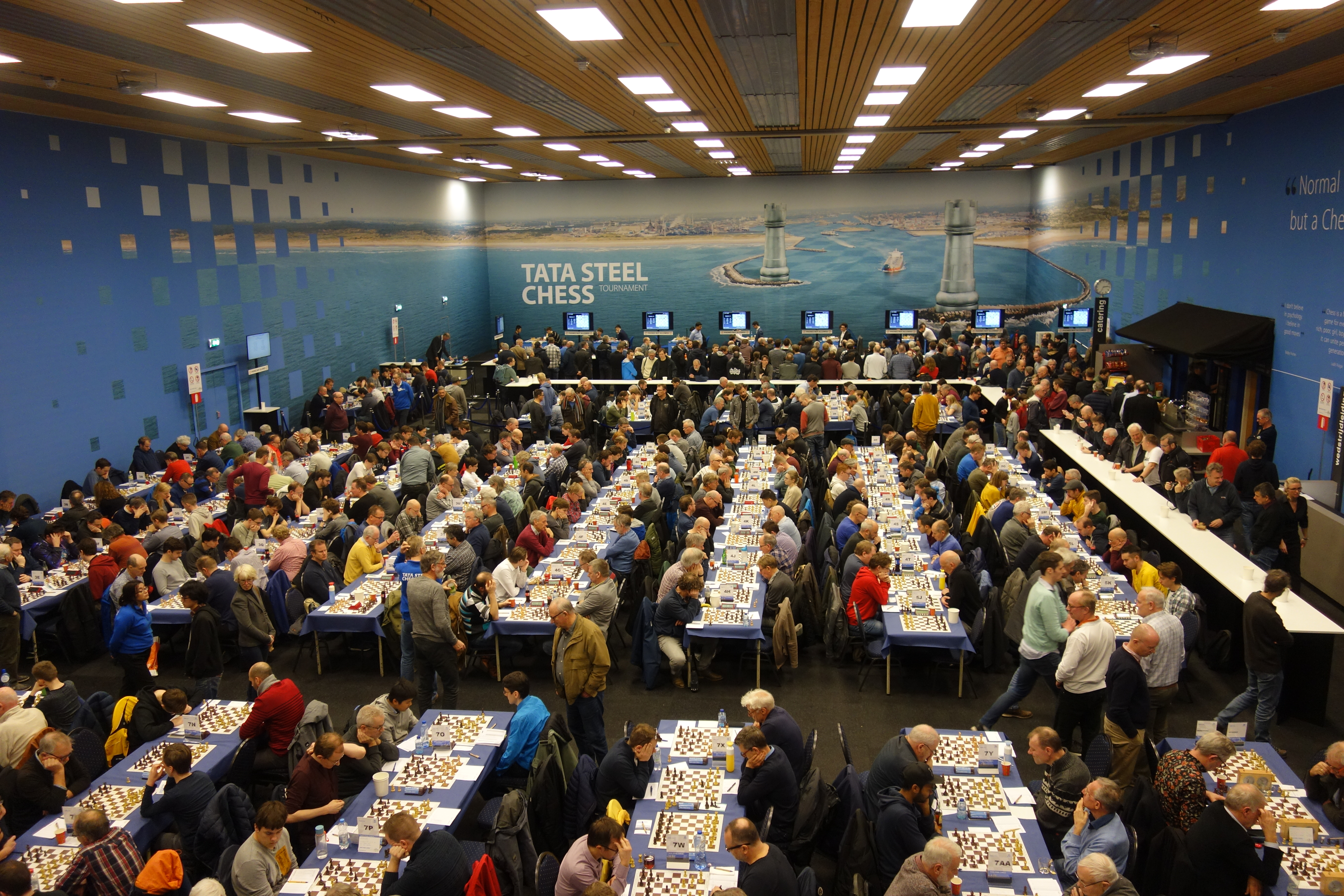
Salle de jeu des tournois de Wijk aan Zee en 2020 (amateurs et professionnels).

De 1938 à 1967, avec une interruption en 1945, le tournoi avait lieu à Beverwijk (commune à laquelle Wijk aan Zee est rattachée). Jusqu'en 1999, il était appelé Hoogovens Schaaktoernooi (« Tournoi d'échecs des hauts fourneaux ») avant que le groupe sidérurgique Corus ne le sponsorise de 2000 à 2010. Depuis 2011, le tournoi est sponsorisé par l'entreprise sidérurgique indienne Tata Steel qui a racheté le groupe Corus en 2007.
Depuis 1980, à l'exception des tournois de 1993 à 1995 et de l'édition 2014, le tournoi principal oppose 14 joueurs dans un tournoi toutes rondes. En 2014, lors de la 76e édition, il opposa douze joueurs. Tous les meilleurs joueurs du monde depuis 1945, à l'exception de Bobby Fischer, ont participé à ce tournoi. Le champion du monde Magnus Carlsen a remporté le tournoi principal huit fois et son prédécesseur, Viswanathan Anand, cinq fois.

## Organisation

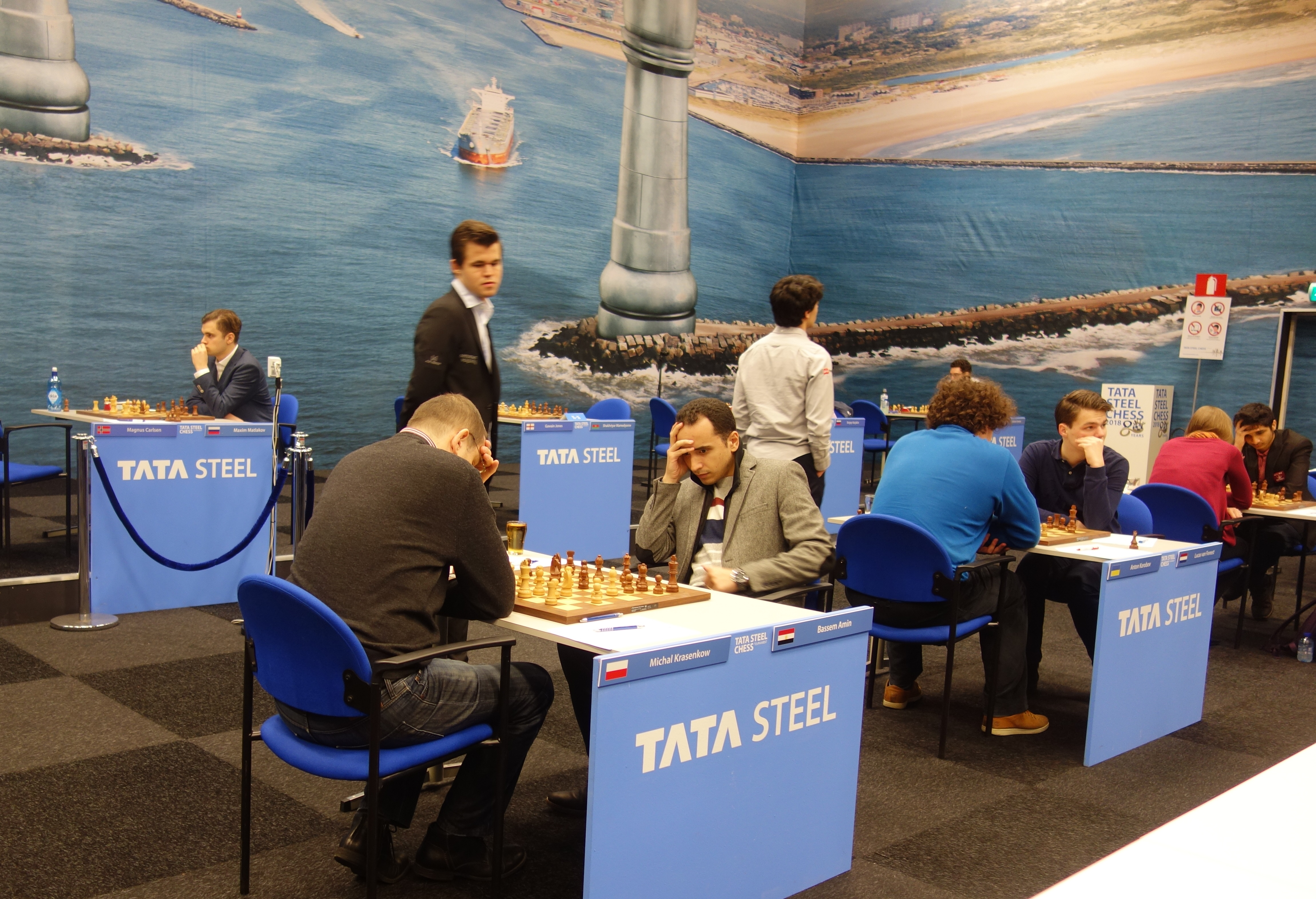
Le tournoi Tata Steel Challengers (tournoi B) 2018.

Plusieurs tournois pour joueurs professionnels ont lieu simultanément :
- le tournoi principal, dit tournoi « A » (ou groupe A), réservé aux joueurs de l'élite mondiale invités par le comité d'organisation ;
- le tournoi « B » (ou groupe B), dont le vainqueur est généralement invité au tournoi principal l'année suivante ;
- le tournoi « C » (jusqu'en 2013), qui permettait à des jeunes talents néerlandais de s'aguerrir.

Dans cette formule, utilisée jusqu'en 2013, les trois tournois sont des tournois toutes rondes avec un seul tour, chaque joueur rencontrant une fois les 13 ou 11 autres joueurs. Parallèlement, plusieurs tournois opens sont réservés aux amateurs.
Depuis 2014, le tournoi C est supprimé, le tournoi A est également appelé tournoi Tata Steel Masters et le tournoi B est appelé tournoi Tata Steel Challengers.
En 2018, pour la première fois, un match en parties rapides fut organisé pour départager les premiers ex æquo, Magnus Carlsen et Anish Giri.

## Vainqueurs

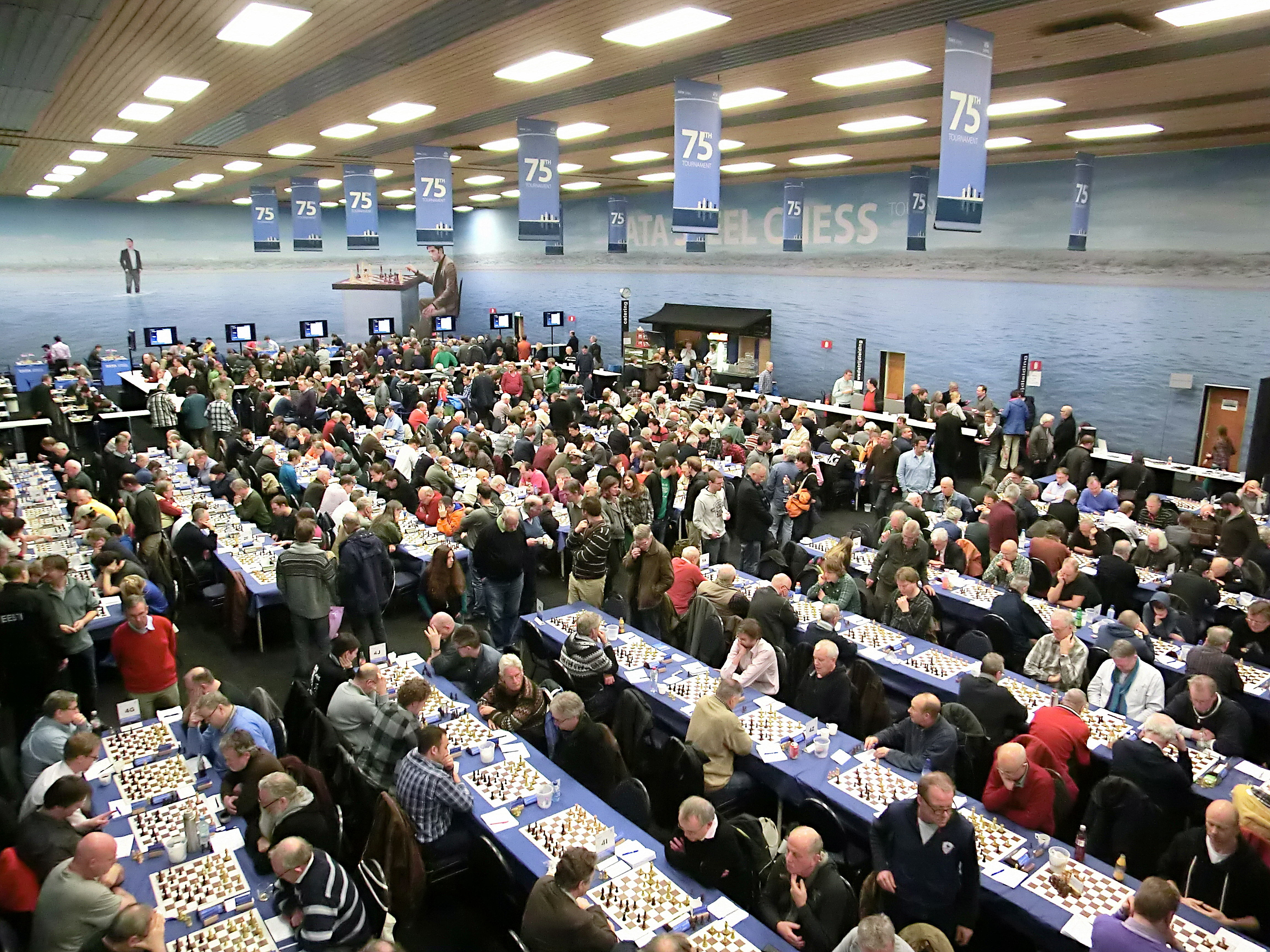
La salle de jeu en 2013 (tournoi Tata Steel).

Depuis 1938, la liste des vainqueurs contient des noms prestigieux :
8 victoires (le record)
- Magnus Carlsen (en 2008, 2010, 2013, 2015, 2016, 2018, 2019 et 2022)

5 victoires
- Viswanathan Anand (en 1989, 1998, 2003, 2004 et 2006)

4 victoires

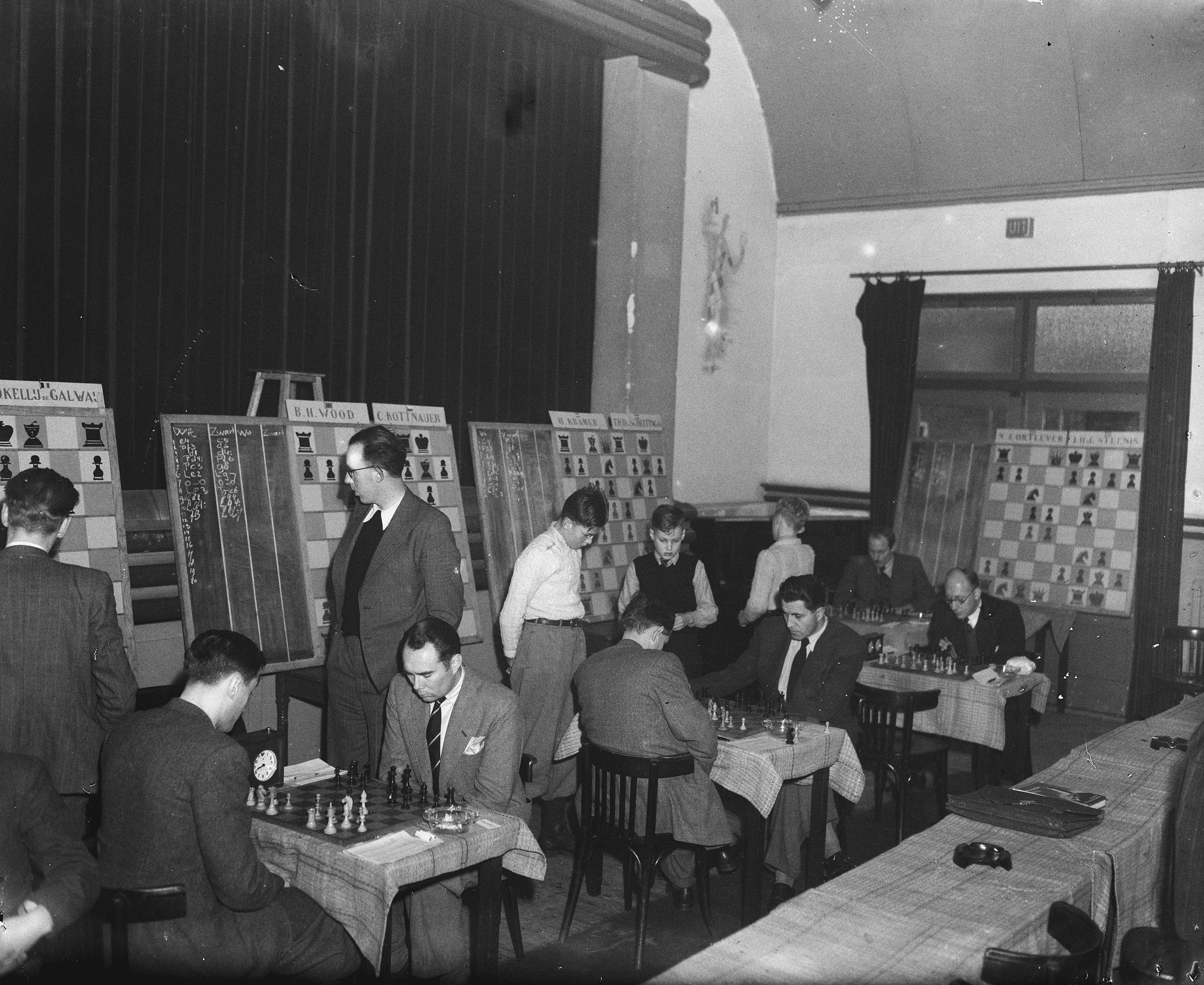
Tournoi Hoogovens 1948.

- Max Euwe (en 1940, 1942, 1952 et 1958),
- Lajos Portisch (en 1965, 1972, 1975 et 1978),
- Viktor Kortchnoï (en 1968, 1971, 1984 et 1987),
- Levon Aronian (en 2007, 2008, 2012 et 2014),

3 victoires
- Johannes Donner (en 1950, 1958 et 1963),
- Efim Geller (en 1965, 1969 et 1977),
- John Nunn (en 1982, 1990 et 1991),
- Garry Kasparov (en 1999, 2000 et 2001).

2 victoires

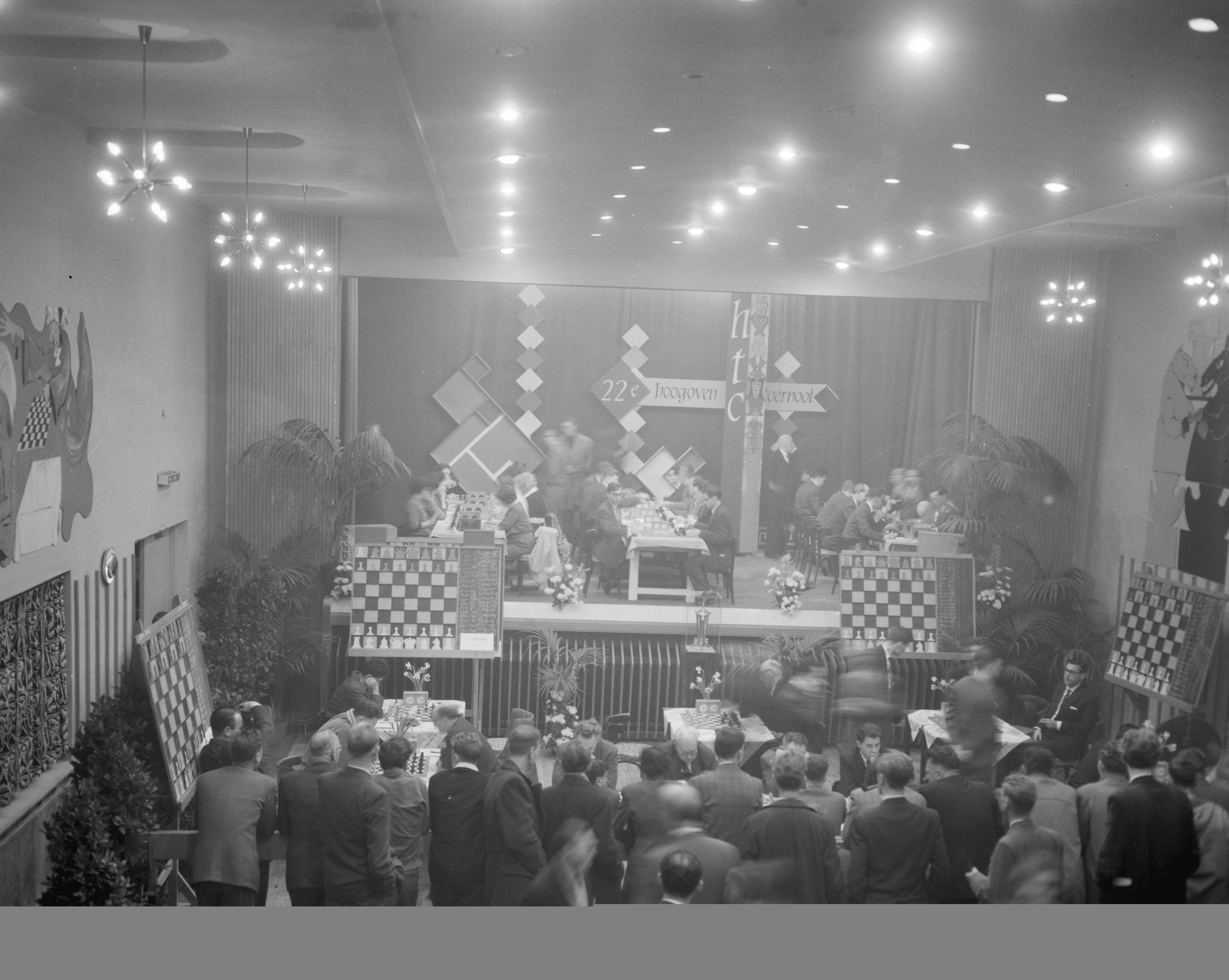
Tournoi Hoogovens 1960.

- Theo van Scheltinga (en 1944 et 1947)
- Friðrik Ólafsson (en 1959 et 1976),
- Bent Larsen (en 1960 et 1961),
- Lev Polougaïevski (en 1966 et 1979),
- Walter Browne (en 1974 et 1980),
- Gennadi Sosonko (en 1977 et 1981),
- Jan Timman (en 1981 et 1985),
- Nigel Short (en 1986 et 1987),
- Predrag Nikolić (en 1989 et 1994),
- Valeri Salov (en 1992 et 1997),
- Anatoli Karpov (en 1988 et 1993),
- Veselin Topalov (en 2006 et 2007).

Parmi les joueurs qui ont remporté le tournoi une fois figurent les champions du monde Mikhaïl Botvinnik, Mikhaïl Tal, Tigran Petrossian, Boris Spassky et Vladimir Kramnik, ainsi que Paul Keres et Vassili Ivantchouk. En fait, des champions du monde dits « classiques » depuis la Seconde Guerre mondiale, seuls manquent Vassily Smyslov (une seule participation, cinquième en 1972) et Bobby Fischer (aucune participation).

## Palmarès du tournoi A

### Hoogovens Beverwijk (1938 à 1967)
| Année                 | Vainqueur(s)                  | Points    | Deuxième(s)                            | Troisième(s)                                                  | Joueurs |
| --------------------- | ----------------------------- | --------- | -------------------------------------- | ------------------------------------------------------------- | ------- |
| 1938                  | Philip Bakker                 | 2,5 / 3   | Jilling van Dijk                       |                                                               | 4       |
| 1939                  | Nicolaas Cortlever            | 3 / 3     | Hendrik van Steenis                    |                                                               | 4       |
| 1940                  | Max Euwe                      | 3 / 3     | Hendrik van Steenis                    | Nicolaas Cortlever                                            | 4       |
| 1941                  | Arthur Wijnans (en) (20 ans)  | 2,5 / 3   | Nicolaas Cortlever                     | Max Euwe                                                      | 4       |
| 1942                  | Max Euwe                      | 4,5 / 5   | Nicolaas Cortlever                     | Arthur Wijnans                                                | 6       |
| 1943                  | Arnold van den Hoek (en)      | 5,5 / 7   | Wim Koomen Arthur Wijnans              |                                                               | 8       |
| 1944                  | Theo van Scheltinga           | 5 / 7     | Wim Koomen                             | Nicolaas Cortlever                                            | 8       |
| 1945 : pas de tournoi |                               |           |                                        |                                                               |         |
| 1946                  | Albéric O'Kelly               | 7 / 9     | Gösta Stoltz                           | Haije Kramer                                                  | 10      |
| 1947                  | Theo van Scheltinga           | 7,5 / 9   | Nicolaas Cortlever                     | Cenek Kottnauer                                               | 10      |
| 1948                  | Lodewijk Prins                | 6,5 / 9   | Theo van Scheltinga                    | Hendrik van Steenis Nicolas Rossolimo                         | 10      |
| 1949                  | Xavier Tartakover             | 6,5 / 9   | Paul Felix Schmidt Theo van Scheltinga |                                                               | 10      |
| 1950                  | Johannes Donner               | 7 / 9     | Max Euwe Nicolas Rossolimo             |                                                               | 10      |
| 1951                  | Herman Pilnik                 | 6,5 / 9   | Albéric O'Kelly                        | Georg Kieninger Haije Kramer                                  | 10      |
| 1952                  | Max Euwe                      | 7,5 / 9   | Albéric O'Kelly                        | Ludwig Rellstab Daniel Yanofsky                               | 10      |
| 1953                  | Nicolas Rossolimo             | 9 / 11    | Albéric O'Kelly                        | Max Euwe Roman Toran Johannes Donner Haije Kramer             | 12      |
| 1954                  | Vasja Pirc Hans Bouwmeester   | 6 / 9     |                                        | Lodewijk Prins                                                | 10      |
| 1955                  | Borislav Milić                | 6,5 / 9   | Johannes Donner Hans Bouwmeester       |                                                               | 10      |
| 1956                  | Gideon Stahlberg              | 6,5 / 9   | Herman Pilnik                          | Roman Toran Francesco Scafarelli                              | 10      |
| 1957                  | Aleksandar Matanovic          | 6,5 / 9   | Gideon Stahlberg                       | Johannes Donner                                               | 10      |
| 1958                  | Max Euwe Johannes Donner      | 5,5 / 9   |                                        | Hans Bouwmeester Aleksandar Matanovic Gideon Stahlberg        | 10      |
| 1959                  | Friðrik Ólafsson              | 7,5 / 9   | Erich Eliskases                        | Johannes Donner                                               | 10      |
| 1960                  | Tigran Petrossian Bent Larsen | 6,5 / 9   |                                        | Aleksandar Matanovic                                          | 10      |
| 1961                  | Borislav Ivkov Bent Larsen    | 7,5 / 9   |                                        | Wolfgang Uhlmann                                              | 10      |
| 1962                  | Petar Trifunovic              | 6 / 9     | Karl Robatsch Johannes Donner          |                                                               | 10      |
| 1963                  | Johannes Donner               | 12 / 17   | David Bronstein                        | Bruno Parma Herman Pilnik Borislav Ivkov Aleksandar Matanovic | 18      |
| 1964                  | Paul Keres Iivo Neï           | 11,5 / 15 |                                        | Lajos Portisch Borislav Ivkov                                 | 16      |
| 1965                  | Efim Geller Lajos Portisch    | 10,5 / 15 |                                        | Milko Bobotsov                                                | 16      |
| 1966                  | Lev Polougaïevski             | 11,5 / 15 | László Szabó                           | Istvan Bilek                                                  | 16      |
| 1967                  | Boris Spassky                 | 11 / 15   | Anatoli Loutikov                       | Dragoljub Ciric                                               | 16      |

### Hoogovens Wijk aan Zee (1968 à 1999)
En 1968, Kortchnoï marqua 80 % des points (12 points sur 15), le meilleur pourcentage du vainqueur des tournois A depuis 1963, également atteint par Taïmanov en 1970.
| Année | Vainqueur(s)                                                      | Points    | Deuxième(s)                                                         | Points   | Troisième(s)                                      | Points | Joueurs           |
| ----- | ----------------------------------------------------------------- | --------- | ------------------------------------------------------------------- | -------- | ------------------------------------------------- | ------ | ----------------- |
| 1968  | Viktor Kortchnoï                                                  | 12 / 15   | Vlastimil Hort Lajos Portisch Mikhaïl Tal                           | 9        |                                                   |        | 16                |
| 1969  | Mikhail Botvinnik Efim Geller                                     | 10,5 / 15 |                                                                     |          | Lajos Portisch Paul Keres                         | 10     | 16                |
| 1970  | Mark Taimanov                                                     | 12 / 15   | Vlastimil Hort                                                      | 10,5     | Borislav Ivkov                                    | 10     | 16                |
| 1971  | Viktor Kortchnoï                                                  | 10 / 15   | Svetozar Gligoric Tigran Petrossian Borislav Ivkov Friðrik Ólafsson | 9,5      |                                                   |        | 16                |
| 1972  | Lajos Portisch                                                    | 10,5 / 15 | Vlastimil Hort Arturo Pomar                                         | 9        |                                                   |        | 16                |
| 1973  | Mikhaïl Tal                                                       | 10,5 / 15 | Iouri Balachov                                                      | 10       | Evgueni Vassioukov                                | 9      | 16                |
| 1974  | Walter Browne                                                     | 11 / 15   | Johannes Donner                                                     | 9,5      | Milan Matulovic Hans-Joachim Hecht Albin Planinc  | 9      | 16                |
| 1975  | Lajos Portisch                                                    | 10,5 / 15 | Vlastimil Hort                                                      | 10       | Jan Smejkal                                       | 9      | 16                |
| 1976  | Friðrik Ólafsson Ljubomir Ljubojević                              | 7,5 / 11  |                                                                     |          | Bojan Kurajica Mikhaïl Tal                        | 6,5    | 12                |
| 1977  | Efim Geller Gennadi Sosonko                                       | 8 / 11    |                                                                     |          | Jan Timman                                        | 7,5    | 12                |
| 1978  | Lajos Portisch                                                    | 8 / 11    | Viktor Kortchnoï                                                    | 7,5      | Ulf Andersson                                     | 6,5    | 12                |
| 1979  | Lev Polougaïevski                                                 | 7,5 / 11  | Tony Miles Gennadi Sosonko Ulf Andersson                            | 6,5      |                                                   |        | 12                |
| 1980  | Yasser Seirawan Walter Browne                                     | 10 / 13   |                                                                     |          | Viktor Kortchnoï                                  | 8,5    | 14                |
| 1981  | Gennadi Sosonko Jan Timman                                        | 8         |                                                                     |          | Mark Taïmanov Evgueni Svechnikov                  | 7      | 14                |
| 1982  | John Nunn Iouri Balachov                                          | 8,5       |                                                                     |          | Vlastimil Hort John van der Wiel                  | 7,5    | 14                |
| 1983  | Ulf Andersson                                                     | 9         | Zoltan Ribli                                                        | 8,5      | Vlastimil Hort Walter Browne                      | 8      | 14                |
| 1984  | Viktor Kortchnoï Aleksandr Beliavski                              | 10        |                                                                     |          | Predrag Nikolić                                   | 7,5    | 14                |
| 1985  | Jan Timman                                                        | 9         | John Nunn Aleksandr Beliavski                                       | 8        |                                                   |        | 14                |
| 1986  | Nigel Short                                                       | 9,5       | John van der Wiel Ljubomir Ljubojević Predrag Nikolić               | 8        |                                                   |        | 14                |
| 1987  | Viktor Kortchnoï Nigel Short                                      | 9,5 / 13  |                                                                     |          | Ulf Andersson                                     | 8      | 14                |
| 1988  | Anatoli Karpov                                                    | 9 / 13    | Ulf Andersson                                                       | 8,5 / 13 | Simen Agdestein Kiril Georgiev                    | 7,5    | 14                |
| 1989  | Gyula Sax Zoltán Ribli Predrag Nikolić Viswanathan Anand (19 ans) | 7,5 / 13  |                                                                     |          |                                                   |        | 14                |
| 1990  | John Nunn                                                         | 8 / 13    | Lajos Portisch Ulf Andersson                                        | 7,5      |                                                   |        | 14                |
| 1991  | John Nunn                                                         | 8,5 / 13  | Michael Adams Aleksandr Tchernine Aleksandr Khalifman Curt Hansen   | 8        |                                                   |        | 14                |
| 1992  | Boris Guelfand Valeri Salov                                       | 8,5 / 13  |                                                                     |          | Viktor Kortchnoï Robert Hübner                    | 7,5    | 14                |
| 1993  | Anatoli Karpov                                                    |           | Miguel Illescas (finaliste)                                         |          | Lembit Oll Valeri Salov (demi-finalistes)         |        | 24 (tournoi k.o.) |
| 1994  | Predrag Nikolić                                                   | 7 / 9     | Sergueï Tiviakov                                                    | 5,5 / 9  | Péter Lékó Curt Hansen Jeroen Piket               | 5 / 9  | 10                |
| 1995  | Alekseï Dreïev                                                    |           | Evgueni Bareïev (finaliste)                                         |          | Yasser Seirawan Sergei Tiviakov (demi-finalistes) |        | 32 (tournoi k.o.) |
| 1996  | Vassili Ivantchouk                                                | 9 / 13    | Viswanathan Anand                                                   | 8        | Veselin Topalov                                   | 7,5    | 14                |
| 1997  | Valeri Salov                                                      | 8,5 / 13  | Jeroen Piket Alexander Onischuk Ivan Sokolov                        | 8        |                                                   |        | 14                |
| 1998  | Vladimir Kramnik Viswanathan Anand                                | 8,5 / 13  |                                                                     |          | Michael Adams Alekseï Chirov Jan Timman           | 7,5    | 14                |
| 1999  | Garry Kasparov                                                    | 10 / 13   | Viswanathan Anand                                                   | 9,5      | Vladimir Kramnik                                  | 8      | 14                |

### Tournoi Corus (2000 à 2010)
Depuis 2000 (à l'exception de 2014), le tournoi voit s'affronter 14 participants.
| Année | Vainqueur(s)                                             | Points (/ 13) | Deuxième(s)                                       | Points | Troisième(s)                        | Points |
| ----- | -------------------------------------------------------- | ------------- | ------------------------------------------------- | ------ | ----------------------------------- | ------ |
| 2000  | Garry Kasparov                                           | 9,5           | Viswanathan Anand Vladimir Kramnik Péter Lékó     | 8      |                                     |        |
| 2001  | Garry Kasparov                                           | 9             | Viswanathan Anand                                 | 8,5    | Vassili Ivantchouk Vladimir Kramnik | 8      |
| 2002  | Evgueni Bareïev                                          | 9             | Aleksandr Grichtchouk                             | 8,5    | Michael Adams Aleksandr Morozevitch | 8      |
| 2003  | Viswanathan Anand                                        | 8,5           | Judit Polgar                                      | 8      | Evgueni Bareïev                     | 7,5    |
| 2004  | Viswanathan Anand                                        | 8,5           | Michael Adams Péter Lékó                          | 8      |                                     |        |
| 2005  | Péter Lékó                                               | 8,5           | Viswanathan Anand                                 | 8      | Veselin Topalov                     | 7,5    |
| 2006  | Veselin Topalov Viswanathan Anand                        | 9             |                                                   |        | Vassili Ivantchouk Michael Adams    | 7,5    |
| 2007  | Levon Aronian, Veselin Topalov Teimour Radjabov (19 ans) | 8,5           |                                                   |        |                                     |        |
| 2008  | Magnus Carlsen (17 ans) Levon Aronian                    | 8             |                                                   |        | Teimour Radjavov Viswanathan Anand  | 7,5    |
| 2009  | Sergueï Kariakine (19 ans)                               | 8             | Levon Aronian Sergueï Movsessian Teimour Radjabov | 7,5    |                                     |        |
| 2010  | Magnus Carlsen                                           | 8,5           | Vladimir Kramnik Alekseï Chirov                   | 8      |                                     |        |

### Tournoi Tata SteelMasters(depuis 2011)
En 2014, le tournoi principal avait seulement douze participants et le nouveau champion du monde Magnus Carlsen était absent (Carlsen a participé à toutes les autres éditions du tournoi principal depuis 2007). En 2014 et 2015, deux rondes du tournoi ont lieu dans deux villes différentes de Wijk aan Zee (Amsterdam et Eindhoven en 2014 ; Rotterdam et La Haye en 2015).
| Année | Vainqueur                                    | Points  | Deuxième(s)                                            | Points | Troisième(s)                                      | Points | Joueurs |
| ----- | -------------------------------------------- | ------- | ------------------------------------------------------ | ------ | ------------------------------------------------- | ------ | ------- |
| 2011  | Hikaru Nakamura                              | 9 / 13  | Viswanathan Anand                                      | 8,5    | Magnus Carlsen Levon Aronian                      | 8      | 14      |
| 2012  | Levon Aronian                                | 9       | Magnus Carlsen Teimour Radjabov Fabiano Caruana        | 8      |                                                   |        | 14      |
| 2013  | Magnus Carlsen                               | 10 / 13 | Levon Aronian                                          | 8,5    | Viswanathan Anand Sergueï Kariakine               | 8      | 14      |
| 2014  | Levon Aronian                                | 8 / 11  | Anish Giri Sergueï Kariakine                           | 6,5    |                                                   |        | 12      |
| 2015  | Magnus Carlsen                               | 9 / 13  | Maxime Vachier-Lagrave Anish Giri Wesley So Ding Liren | 8,5    |                                                   |        | 14      |
| 2016  | Magnus Carlsen                               | 9       | Fabiano Caruana Ding Liren                             | 8      |                                                   |        | 14      |
| 2017  | Wesley So                                    | 9       | Magnus Carlsen                                         | 8      | Wei Yi Baskaran Adhiban Levon Aronian             | 7,5    | 14      |
| 2018  | Magnus Carlsen (après départages)            | 9       | Anish Giri                                             | 9      | Vladimir Kramnik Shakhriyar Mamedyarov            | 8,5    | 14      |
| 2019  | Magnus Carlsen                               | 9       | Anish Giri                                             | 8,5    | Ding Liren Viswanathan Anand Ian Nepomniachtchi   | 7,5    | 14      |
| 2020  | Fabiano Caruana                              | 10      | Magnus Carlsen                                         | 8      | Wesley So                                         | 7,5    | 14      |
| 2021  | Jorden van Foreest (après départages)        | 8,5     | Anish Giri                                             | 8,5    | Andreï Essipenko Fabiano Caruana Alireza Firouzja | 8      | 14      |
| 2022  | Magnus Carlsen                               | 9,5     | Shakhriyar Mamedyarov Richárd Rapport                  | 8      |                                                   |        | 14      |
| 2023  | Anish Giri                                   | 8,5     | Nodirbek Abdusattorov Magnus Carlsen                   | 8      |                                                   |        | 14      |
| 2024  | Wei Yi (après départages)                    | 8,5     | Dommaraju Gukesh Anish Giri Nodirbek Abdusattorov      | 8,5    |                                                   |        | 14      |
| 2025  | Rameshbabu Praggnanandhaa (après départages) | 8,5     | Dommaraju Gukesh                                       | 8,5    | Nodirbek Abdusattorov                             | 8      | 14      |

## Palmarès du tournoi B (tournoiChallengers)
Plusieurs joueurs ont remporté le tournoi B et le tournoi A : Donner, Andersson, Timman, Ribli, Dreïev, Kariakine et Carlsen.
Friso Nijboer a remporté le tournoi B à trois reprises (en 1989, 1994 et 1997). Ernő Gereben, Theodor Ghitescu, Bojan Kurajica, Gert Ligterink, Sergei Tiviakov et Alexander Onischuk l'ont remporté deux fois.

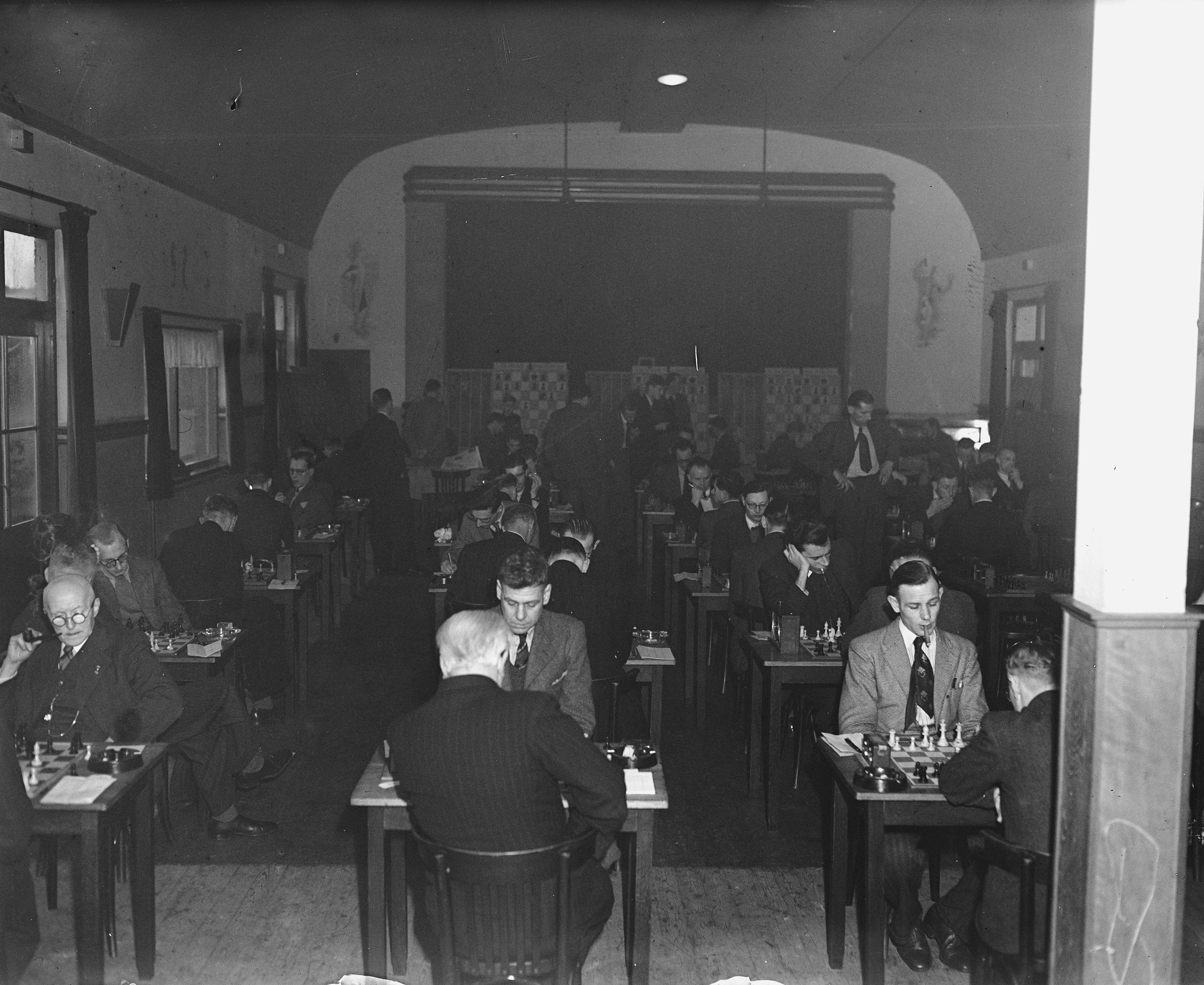
Tournoi Hoogovens 1948.

### Hoogovens Beverwijk, tournoi mineur ou réserves
- 1947 (groupe 2) : victoire de G. Kroone
- 1948 (tournoi mineur) : victoire de P. Seebald devant G. Kroone
- 1949 (groupe 2) : victoire de J. Donner
- 1951 (tournoi Réserves A1) : victoire de Van Oosterwijk Bruyn et LImbos
- 1952 (tournoi Réserves 1) : victoire de Gumprich
- 1953 (section 2) : victoire de Donk et Klaeger
- 1955 (tournoi mineur) : victoire de A. Bozic
- 1956 (tournoi mineur A) : victoire de Diemer
- 1957 (tournoi Réserves 1A) : victoire de Beijf devant Schneiders, Durão et Diemer
- 1958 (tournoi mineur) : victoire de A. Fuderer devant M. Czerniak
- 1959 (tournoi Réserves 1A) : victoire de Gereben devant Perez Perez
- 1960 (tournoi mineur) : victoire de Gereben devant Sandor et L. Rellstab

### Hoogovens Beverwijk, tournoi de maîtres
- 1961 : victoire de Kottnauer (9/9) devant R. Wade (5/9)
- 1962 : victoire de B. Parma devant Scafarelli
- 1963 : victoire de Zuideman et Dunkelblum
- 1964 : victoire de Lehmann devant Flesch
- 1965 : victoire de Van Geet devant Karaklajic, I. Balachov, Flesch et Gereben
- 1966 : victoire de Ghitescu devant Ostojić, H. Ree et H. Westerinen
- 1967 : victoire de Karaklajic devant Ostojic

### Hoogovens Wijk aan Zee, tournoi de maîtres
- 1968 : victoire de Doda (Pologne), Melina et Ostojić
- 1969 : victoire de Kurajica et Westerinen devant Honfi
- 1970 : victoire de Andersson et G. Forintos devant Honfi et A. Medina
- 1971 : victoire de Timman devant Adorjan et Hartoch
- 1972 : victoire de Enklaar et Ribli devant H. Hecht
- 1973 : victoire de Quinteros et Ghitescu devant Gerusel et Hecht
- 1974 : victoire de Kurajica devant L. Popov
- 1975 : victoire de M. Dvoretski devant W. Schmidt et Ciocaltea
- 1976 : victoire de Bellin et J. Nikolac devant Ligterink
- 1977 : victoire de Koupreitchik devant van der Sterren et Christiansen
- 1978 (tournoi quadrangulaire) : H. Bouwmeester
- 1979 (tournoi quadrangulaire) : Van Wijgerden
- 1980 (tournoi quadrangulaire) : Van Wijgerden

### Hoogovens Wijk aan Zee B
- 1981 : victoire de Ligterink devant Van der Wiel
- 1982 : victoire de Scheeren et Kindermann devant Van der Sterren
- 1983 : victoire de Ligterink devant Kuijf
- 1984 : victoire de Kiril Georgiev devant Langeweg et Hartoch
- 1985 : victoire de Ferenc Portisch devant Rogers et Hodgson
- 1986 : victoire de Hulak devant Piket
- 1987 : victoire de Farago, Gaprindashvili et Winants
- 1988 : victoire de Tsechkovski devant Fedorowicz et Nijboer
- 1989 : victoire de Dokhoïan et Nijboer devant Fedorowicz et Kuijf
- 1990 : victoire de Fedorowicz devant Hellers, J. Polgar et Winants
- 1991 : victoire de Romero devant Nijboer et Cifuentes
- 1992 : victoire de Toukmakov devant Wolff et Nijboer
- 1993 (open) : victoire de Salov devant Lobron, Piket, Toukmakov, Kortchnoï et Van der Wiel[23]. Toukmakov est premier si on compte uniquement le nombre de points gagnés dans l'open en douze rondes (8/12)[24].
- 1994 : victoire de Lars Bo Hansen et Nijboer
- 1995 (open) : victoire de Tiviakov (9,5/12) devant I. Sokolov
- 1996 : victoire de Onischuk devant Bologan
- 1997 : victoire de Nijboer et Van der Sterren devant Cifuentes et Bacrot (14 ans)
- 1998 : victoire de Reinderman et Qosimjonov
- 1999 : victoire de Lputian devant Leitao

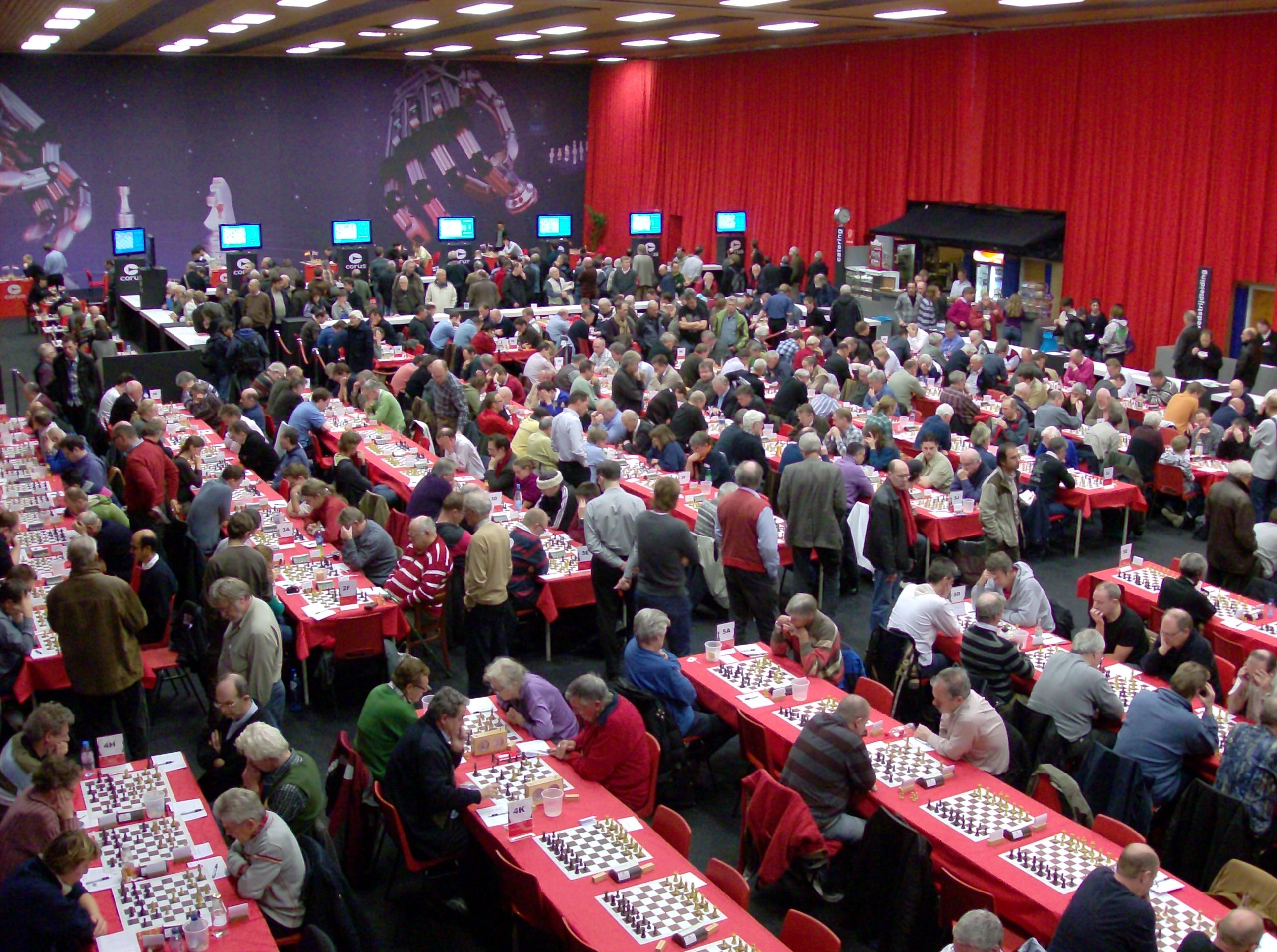
Le tournoi en 2010 (tournoi Corus).

### Tournoi Corus B
- 2000 : victoire de Tiviakov, Onischuk et Avroukh
- 2001 : victoire de M. Gourevitch devant Radjabov
- 2002 : victoire de M. Krasenkow devant Nijboer et I. Sokolov
- 2003 : victoire de Zhang Zhong devant Stellwagen et Naïditsch
- 2004 : victoire de Bruzon devant Dominguez et Fressinet
- 2005 : victoire de Kariakine (15 ans) devant Smeets et Mamedyarov
- 2006 : victoire de Motyliov et Carlsen (15 ans, deuxième au départage) devant Almasi
- 2007 : victoire de Eljanov devant Sargissian, Bu Xiangzhi, Iakovenko et Vachier-Lagrave
- 2008 : victoire de Movsessian devant Short et Bacrot
- 2009 : victoire de Caruana devant Short, Motyliov et Qosimjonov
- 2010 : victoire de Giri devant Naiditsch et Ni Hua

### Tournoi Tata Steel B
- 2011 : victoire de McShane et Navara devant Efimenko
- 2012 : victoire de Harikhrishna devant Motyliov et Bruzon
- 2013 : victoire de Naiditsch et Rapport (16 ans) devant Smeets et Movsessian

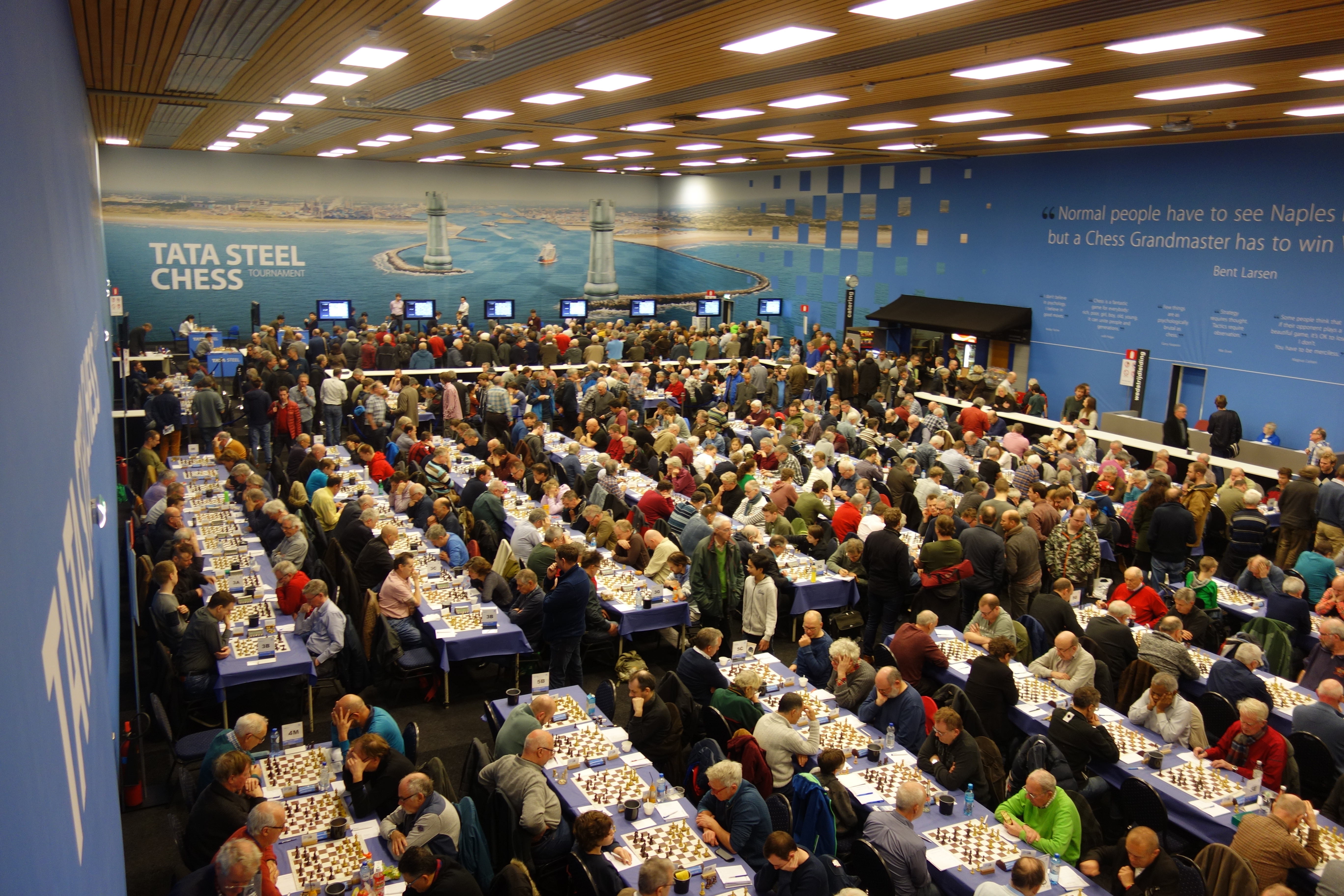
Le tournoi de Wijk aan Zee en 2018 (tournoi Tata Steel).

### Tournoi Tata SteelChallengers
- 2014 : victoire de Šarić devant Timman et Jobava
- 2015 : victoire de Wei Yi (15 ans) devant Navara, S. Shankland et R. Van Kampen
- 2016 : victoire de B. Adhiban, E. Safarli et A. Dreïev
- 2017 : victoire de G. Jones et M. Ragger devant J. Xiong
- 2018 : victoire de Vidit Santosh Gujrathi devant A. Korobov
- 2019 : victoire de Kavaliov devant Gledura, Essipenko et Tchigaïev
- 2020 : victoire de Antón Guijarro devant Abdusattorov, L'Ami et Eljanov
- 2021 : pas de tournoi Challengers
- 2022 : victoire de Arjun Erigaisi devant T. Nguyen et J. Bjerre
- 2023 : victoire de Donchenko devant Yilmaz[20]
- 2024 : victoire de Mendonca devant D. Dardha et M. Maurizzi
- 2025 : victoire de Thai Dai Van Nguyen au départage devant Aydin Suleymanli[22]

## Palmarès du tournoi C ou groupe réserve (de 2000 à 2013)
open Réserve
- 2000 : Manuel Bosboom
- 2001 : Viktorija Čmilytė

Groupe C
- 2002 : Ian Rogers
- 2003 : Eric Lobron
- 2004 : Magnus Carlsen (13 ans)
- 2005 : Vladimir Georgiev
- 2006 : Suat Atalik
- 2007 : Michał Krasenkow
- 2008 : Fabiano Caruana
- 2009 : Wesley So
- 2010 : Li Chao
- 2011 : Daniele Vocaturo
- 2012 : Maksim Tourov
- 2013 : Sabino Brunello

## Événements depuis 1999

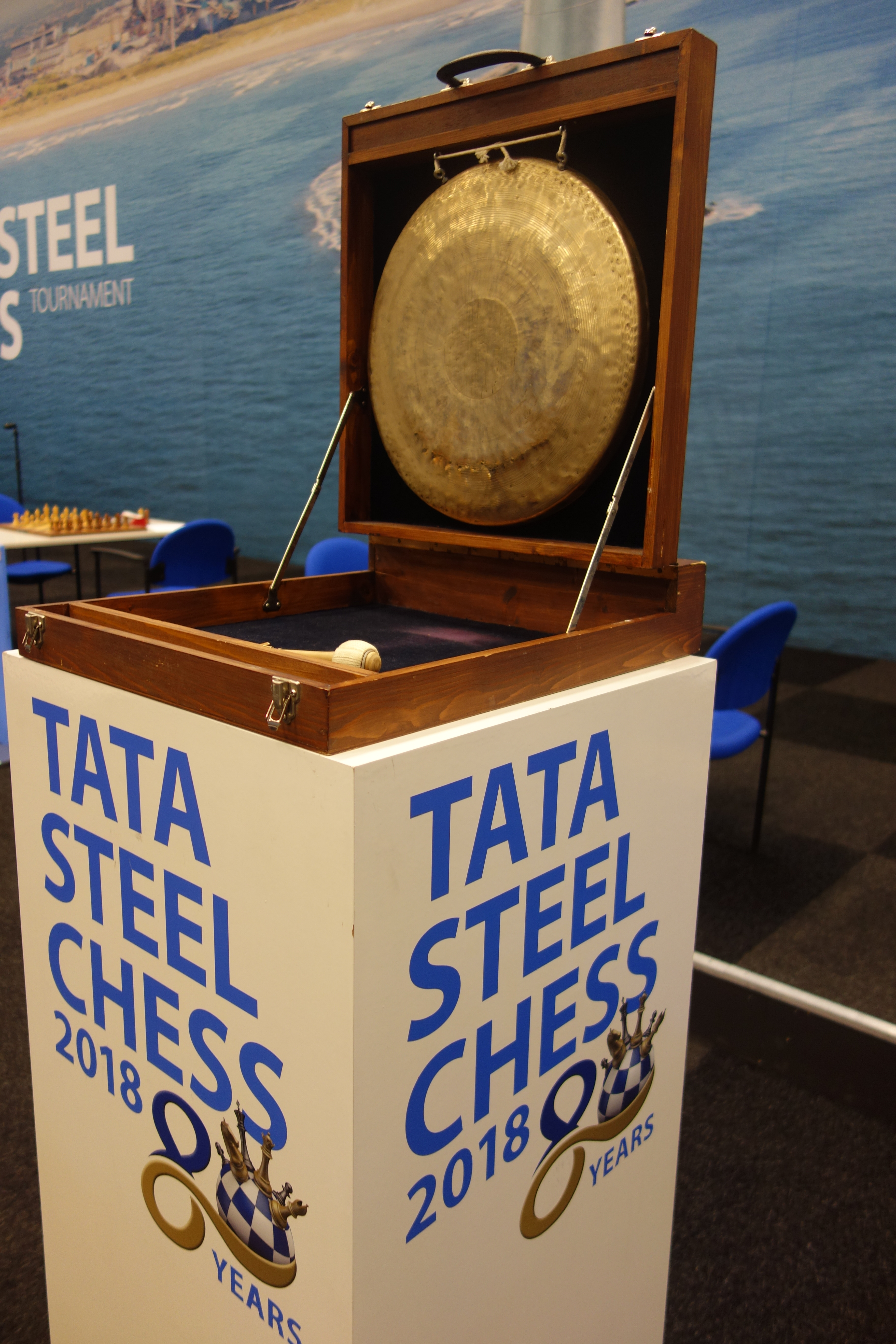
Gong utilisé lors du tournoi 2018 pour donner le départ des rondes.

### Événements marquants
- L'édition de 1999 vit la victoire de Garry Kasparov lors de sa première participation dans le tournoi. Il commença le tournoi par une série de sept victoires consécutives avant d'être battu par Ivan Sokolov. Ce fut la seule défaite de Kasparov en tournoi international (à cadence normale) de 1998 à 2002. Lors de ce tournoi, Kasparov gagna notamment contre Veselin Topalov grâce à une combinaison qui fit le tour du monde[25]. La partie a été classée meilleure partie du no 74 de L'Informateur d'échecs (Šahovski Informatort)[26].
- En 2001, avec neuf des dix meilleurs joueurs mondiaux participant, Garry Kasparov remporte le tournoi pour la troisième fois consécutive.
- En 2004, Viswanathan Anand, à nouveau avec 8,5/13, finit premier pour la quatrième fois de sa carrière, devant Péter Lékó et Michael Adams (8/13). La même année voit également le jeune prodige norvégien Magnus Carlsen (13 ans) gagner le tournoi C.
- En 2005, le tournoi B est remporté par Sergueï Kariakine (15 ans).
- En 2006, le tournoi A est remporté pour la cinquième fois par Anand (record du nombre de victoires), ex æquo avec Veselin Topalov, tandis que Carlsen, 15 ans, finit premier ex aequo du tournoi B (deuxième au départage après Alexandre Motylev).
- En 2007, Veselin Topalov réalise la passe de deux en remportant une nouvelle fois le tournoi, à égalité avec Levon Aronian et Teimour Radjabov, qui, à 19 ans, devient le deuxième plus jeune vainqueur de l'histoire du tournoi (Anand avait remporté le tournoi à dix-neuf ans et un mois en 1989). Carlsen, à 16 ans, finit dernier du tournoi A.
- Le record de précocité de Anand (19 ans et un mois) est battu en 2008 par Magnus Carlsen qui termine à 17 ans premier du tournoi A, ex æquo avec Levon Aronian, lequel remporte une deuxième victoire consécutive.

### Incident entre Short et Chéparinov (2008)
En 2008, le tournoi B fut marqué par un incident entre Nigel Short et Ivan Chéparinov. Chéparinov avait auparavant secondé le bulgare Veselin Topalov lors du Championnat du monde d'échecs 2006 où le Russe Vladimir Kramnik, finalement gagnant, avait été accusé sans preuve de tricher par le camp de Topalov car il se serait rendu trop souvent aux toilettes. Short avait alors critiqué Topalov et avait même avancé qu'il pourrait avoir triché lui-même par le passé.
Alors que Nigel Short et Ivan Chéparinov doivent jouer l'un contre l'autre à la ronde 8, Short tend la main par deux fois à son adversaire pour la traditionnelle poignée de main de début de partie. Chéparinov, ignorant les deux mains tendues, Short se plaint de la situation à l'arbitre en réclamant le gain. L'arbitre accorde le gain par forfait, une règle de la FIDE semblant l'imposer. Mais Ivan Chéparinov fait alors appel, arguant que pour respecter pleinement cette règle, l'arbitre aurait d'abord dû demander à Chéparinov de serrer la main de son adversaire, et seulement dans le cas où il aurait de nouveau refusé, le forfait aurait pu être déclaré. Le comité d'appel du tournoi (dont faisait d'ailleurs partie Vladimir Kramnik), imposera de jouer la partie le jour suivant, partie gagnée par Nigel Short.
Le lendemain, Vladimir Kramnik joue contre Veselin Topalov ; les deux joueurs, en brouille depuis le championnat du monde, évitent soigneusement de se serrer la main, mais ceci ne provoque aucun incident puisque le refus est mutuel et ne donne lieu à aucune plainte.

### Incident entre Alireza Firouzja et les organisateurs (2021 et 2022)
Lors de la treizième et dernière ronde du Tata Steel Chess 2021, Jorden Van Foreest l'emporte sur son compatriote Anish Giri et les deux joueurs se retrouvent seuls en tête avec 8,5 points. De son côté, Alireza Firouzja, avec 7,5 points à ce moment-là, possédait une position gagnante contre le Polonais Radoslaw Wojtaszek et pouvait donc encore rejoindre les deux Néerlandais. Cependant, même en cas de victoire, Firouzja, avec un Sonneborn-Berger (un des critères de départage) inférieur aux deux autres, n'aurait pas eu la possibilité de participer aux matchs de départage pour la victoire finale. Pour cette raison, les organisateurs ont voulu préparer l'échiquier sur lequel allait avoir lieu le départage entre Jorden Van Foreest et Anish Giri ; les joueurs ayant été informés des règles et de l'heure de début d'un éventuel départage. Pour ne pas déranger Firouzja et Wojtaszek, l'arbitre ne les a approchés qu'après le 60e coup pour leur demander s'ils préféraient continuer leur partie sur une autre table, plus éloignée. Cette situation a toutefois perturbé Firouzja qui a finalement concédé le demi-point à son adversaire.
En 2022, Jeroen van den Berg, le directeur du tournoi de Wijk aan Zee, a donné la raison de l'absence du Français Alireza Firouzja : « Après avoir fait ma proposition financière [pour sa participation au Masters 2022], j'ai reçu un message demandant une compensation pour ce qui s'était passé en 2021, et plus d'argent que ce que j'avais proposé a été demandé. C'est à ce moment-là que j'ai commencé à chercher un autre joueur [pour le remplacer] ».